# Unipotent
En mathématiques, un élément unipotent r d'un anneau unitaire R est un tel que r − 1 est un élément nilpotent ; en d'autres termes, (r − 1)n vaut zéro pour n assez grand.
En particulier, une matrice carrée M est une matrice unipotente si et seulement si son polynôme caractéristique P(t) est une puissance de t − 1. Ainsi, toutes les valeurs propres d'une matrice unipotente valent 1.
Le terme quasi-unipotent signifie qu'une certaine puissance de l'élément est unipotente. Par exemple, une matrice diagonalisable dont toutes les valeurs propres sont des racines de l'unité est quasi-unipotente.
Dans la théorie des groupes algébriques, un élément d'un groupe est unipotent s'il agit de manière unipotente dans une certaine représentation naturelle du groupe. Un groupe algébrique affine unipotent est alors un groupe dont tous les éléments sont unipotents.

## Définition

### Définition avec des matrices
Pour n entier naturel, soit {\displaystyle \mathbb {U} _{n}} le groupe des matrices triangulaires supérieures avec des {\displaystyle 1} sur la diagonale, c'est-à-dire le groupe
{\displaystyle \mathbb {U} _{n}=\left\{{\begin{bmatrix}1&*&\cdots &*&*\\0&1&\cdots &*&*\\\vdots &\vdots &&\vdots &\vdots \\0&0&\cdots &1&*\\0&0&\cdots &0&1\end{bmatrix}}\right\}.}
Alors, un groupe unipotent peut être défini comme étant un groupe isomorphe à un sous-groupe d'un certain {\displaystyle \mathbb {U} _{n}}. En utilisant la théorie des schémas, le groupe {\displaystyle \mathbb {U} _{n}} peut être défini comme le schéma en groupes
{\displaystyle {\text{Spec}}\left({\frac {\mathbb {C} \!\left[x_{11},x_{12},\ldots ,x_{nn},{\frac {1}{\text{det}}}\right]}{(x_{ii}=1,x_{i>j}=0)}}\right)}
et un schéma en groupes affine est unipotent s'il est isomorphe à un sous-schéma en groupes fermé de ce schéma.

### Définition avec la théorie des anneaux
Un élément x d'un groupe algébrique affine G est unipotent si l'opérateur de translation à droite associé, rx, sur l'anneau de coordonnées affines A[G] de G est localement unipotent en tant qu'élément de l'anneau des endomorphismes linéaires de A[G]. (Ici, « localement unipotent » signifie que la restriction à tout sous-espace stable de dimension finie de A[G] est unipotente au sens habituel de la théorie des anneaux.)
Un groupe algébrique affine est dit unipotent si tous ses éléments sont unipotents. Tout groupe algébrique unipotent est isomorphe à un sous-groupe fermé du groupe des matrices triangulaires supérieures dont les coefficients diagonaux valent 1, et inversement tout tel sous-groupe est unipotent. En particulier tout groupe unipotent est un groupe nilpotent, bien que l'inverse ne soit pas vrai (contre-exemple : le groupe des matrices diagonales de GLn(k) est nilpotent puisqu'il est abélien mais il n'est pas unipotent).
Par exemple, la représentation standard de {\displaystyle \mathbb {U} _{n}} sur {\displaystyle k^{n}} avec base standard {\displaystyle (e_{i})_{1\leq i\leq n}} admet pour vecteur fixe {\displaystyle e_{1}}.

### Définition avec la théorie des représentations
Si un groupe unipotent agit sur une variété affine, toutes ses orbites sont fermées, et s'il agit linéairement sur un espace vectoriel de dimension finie, alors il admet un vecteur fixe non nul. En fait, cette dernière propriété caractérise les groupes unipotents. En particulier, cela implique qu'il n'y a pas de représentations semi-simples non triviales.

## Exemples

### Un
Bien sûr, le groupe de matrices {\displaystyle \mathbb {U} _{n}} est unipotent. En utilisant la série centrale descendante
{\displaystyle \mathbb {U} _{n}=\mathbb {U} _{n}^{(0)}\supset \mathbb {U} _{n}^{(1)}\supset \mathbb {U} _{n}^{(2)}\supset \cdots \supset \mathbb {U} _{n}^{(m)}=e,}
où
{\displaystyle \mathbb {U} _{n}^{(1)}=[\mathbb {U} _{n},\mathbb {U} _{n}]} et {\displaystyle \mathbb {U} _{n}^{(2)}=[\mathbb {U} _{n},\mathbb {U} _{n}^{(1)}],} etc.,
on voit apparaître des groupes unipotents. Par exemple, pour {\displaystyle n=4}, les séries centrales sont les groupes matriciels
{\displaystyle \mathbb {U} _{4}=\left\{{\begin{bmatrix}1&*&*&*\\0&1&*&*\\0&0&1&*\\0&0&0&1\end{bmatrix}}\right\}}, {\displaystyle \mathbb {U} _{4}^{(1)}=\left\{{\begin{bmatrix}1&0&*&*\\0&1&0&*\\0&0&1&0\\0&0&0&1\end{bmatrix}}\right\}}, {\displaystyle \mathbb {U} _{4}^{(2)}=\left\{{\begin{bmatrix}1&0&0&*\\0&1&0&0\\0&0&1&0\\0&0&0&1\end{bmatrix}}\right\}}, et {\displaystyle \mathbb {U} _{4}^{(3)}=\left\{{\begin{bmatrix}1&0&0&0\\0&1&0&0\\0&0&1&0\\0&0&0&1\end{bmatrix}}\right\},}
ce qui donne quelques exemples de groupes unipotents.

### (Ga)n
On voit que le groupe additif {\displaystyle \mathbb {G} _{a}} est un groupe unipotent grâce à l'injection
{\displaystyle a\mapsto {\begin{bmatrix}1&a\\0&1\end{bmatrix}}.}
Remarquons que la multiplication matricielle donne
{\displaystyle {\begin{bmatrix}1&a\\0&1\end{bmatrix}}\cdot {\begin{bmatrix}1&b\\0&1\end{bmatrix}}={\begin{bmatrix}1&a+b\\0&1\end{bmatrix}},}
de sorte qu'il s'agit bien d'un morphisme de groupes (injectif). Plus généralement, on obtient un morphisme injectif {\displaystyle \mathbb {G} _{a}^{n}\to \mathbb {U} _{n+1}} grâce à l'application suivante :
{\displaystyle (a_{1},\ldots ,a_{n})\,\mapsto {\begin{bmatrix}1&a_{1}&a_{2}&\cdots &a_{n-1}&a_{n}\\0&1&0&\cdots &0&0\\\vdots &\vdots &\vdots &&\vdots &\vdots \\0&0&0&\cdots &1&0\\0&0&0&\cdots &0&1\end{bmatrix}}.}
En termes de théorie des schémas, {\displaystyle \mathbb {G} _{a}} est donnée par le foncteur
{\displaystyle {\mathcal {O}}:{\textbf {Sch}}^{op}\to {\textbf {Sets}}}
défini par
{\displaystyle (X,{\mathcal {O}}_{X})\mapsto {\mathcal {O}}_{X}(X).}

### Noyau du Frobenius
Partant du foncteur {\displaystyle {\mathcal {O}}} sur la sous-catégorie {\displaystyle {\textbf {Sch}}/\mathbb {F} _{p}}, on a le sous-foncteur {\displaystyle \alpha _{p}} défini par
{\displaystyle \alpha _{p}(X)=\{x\in {\mathcal {O}}(X):x^{p}=0\}}.
Il permet de définir un groupe unipotent, le noyau de l'endomorphisme de Frobenius.

## Classification des groupes unipotents en caractéristique 0
En caractéristique 0, il existe une belle classification des groupes algébriques unipotents par rapport aux algèbres de Lie nilpotentes. Rappelons qu'une algèbre de Lie nilpotente est une sous-algèbre d'une algèbre {\displaystyle {\mathfrak {gl}}_{n}} telle que l'action adjointe admette une puissance nulle. En termes de matrices, cela signifie qu'il s'agit d'une sous-algèbre {\displaystyle {\mathfrak {g}}} de {\displaystyle {\mathfrak {n}}_{n}}, les matrices triangulaires supérieures avec des zéros sur la diagonale : {\displaystyle a_{ij}=0} pour {\displaystyle i\leq j} .
Alors, il y a une équivalence de catégories des algèbres de Lie nilpotentes de dimension finie et des groupes algébriques unipotents. Cela peut être construit en utilisant la série de Baker-Campbell-Hausdorff {\displaystyle H(X,Y)} : étant donné une algèbre de Lie nilpotente de dimension finie, l'application
{\displaystyle H:{\mathfrak {g}}\times {\mathfrak {g}}\to {\mathfrak {g}},\quad (X,Y)\mapsto H(X,Y)}
munit {\displaystyle {\mathfrak {g}}} d'une structure de groupe algébrique unipotent.
Dans l'autre sens, l'application exponentielle envoie toute matrice carrée nilpotente sur une matrice unipotente. De plus, si U est un groupe unipotent commutatif, l'application exponentielle induit un isomorphisme de l'algèbre de Lie de U vers U lui-même.

### Remarques
Les groupes unipotents sur un corps algébriquement clos de n'importe quelle dimension donnée peuvent en principe être classés, mais en pratique la complexité de la classification augmente très rapidement avec la dimension, de sorte que les gens[Qui ?] ont tendance à abandonner quelque part autour de la dimension 6.

## Radical unipotent
Le radical unipotent d'un groupe algébrique G est l'ensemble des éléments unipotents du radical de G. C'est un sous-groupe normal unipotent connexe de G, et il contient tous les autres sous-groupes de ce type. Un groupe est dit réductif si son radical unipotent est trivial. Si G est réductif alors son radical est un tore.

## Décomposition des groupes algébriques
Les groupes algébriques peuvent être décomposés en groupes unipotents, groupes multiplicatifs et variétés abéliennes mais l'énoncé de la décomposition dépend de la caractéristique de leur corps de base.

### Caractéristique 0
En caractéristique 0, il existe un joli théorème de décomposition d'un groupe algébrique {\displaystyle G} reliant sa structure à la structure d'un groupe algébrique linéaire et d'une variété abélienne. Il y a une suite exacte courte de groupes
{\displaystyle 0\to M\times U\to G\to A\to 0}
où {\displaystyle A} est une variété abélienne, {\displaystyle M} est de type multiplicatif (c'est-à-dire que {\displaystyle M} est, géométriquement, un produit de tores et de groupes algébriques de la forme {\displaystyle \mu _{n}}) et {\displaystyle U} est un groupe unipotent.

### Caractéristiquep
Lorsque la caractéristique du corps de base est p, on peut formuler une description analogue  pour un groupe algébrique {\displaystyle G} : il existe un sous-groupe minimal {\displaystyle H} tel que
1. {\displaystyle G/H} est un groupe unipotent ;
2. {\displaystyle H} est une extension d'une variété abélienne {\displaystyle A} par un groupe {\displaystyle M} de type multiplicatif ;
3. {\displaystyle M} est unique à commensurabilité près dans {\displaystyle G} et {\displaystyle A} est unique à isogénie près.

## Décomposition de Jordan
Tout élément g d'un groupe algébrique linéaire sur un corps parfait peut être écrit de manière unique comme le produit g = gu  gs d'un élément unipotent gu et d'un élément semi-simple gs qui commutent. Dans le cas du groupe GLn(C), cela signifie essentiellement que toute matrice complexe inversible est conjuguée au produit d'une matrice diagonale et d'une matrice triangulaire supérieure qui commutent, ce qui est (plus ou moins) la version multiplicative de la décomposition de Jordan–Chevalley.
Il existe également une version de la décomposition de Jordan pour les groupes : tout groupe algébrique linéaire commutatif sur un corps parfait est le produit d'un groupe unipotent et d'un groupe semi-simple.